# Skagabyggð
Skagabyggð è un comune islandese della regione di Norðurland vestra.